# Константин (фрегат, 1844)
Константи́н — парусный фрегат Российского Императорского флота, тип «Спешный». Относился к рангу 44-пушечных фрегатов, но на самом деле имел на вооружении 58 орудий. Заложен 1 сентября 1842 года на Соломбальской верфи. Строитель Ф. Т. Загуляев. Спущен на воду 2 мая 1844 года, вошел в состав Балтийского флота.

## Основные характеристики
- Водоизмещение = около 1950 тонн[1];
- Длина по верхней палубе = 48,6 м[1];
- Ширина по мидель-шпангоуту = 12,7 м[1];
- Осадка = 3,9 м[1];
- Арт. вооружение = 58 ор[1]. (24-фн — по штату[2]);
- Экипаж = 340/430 человек[1][3].

## Служба
- В 1844 году в составе отряда вице-адмирала Ф. П. Литке находился в плавании в Балтийском море для практики генерал-адмирала великого князя Константина Николаевича.
- В 1845—1847 в составе эскадр находился в практических плаваниях в Финском заливе и Балтийском море[1][3].

### Участие в экспедиции Балтийского флота в датские воды в 1848—1850
- 7 августа 1848 года в составе 1-й дивизии вице-адмирала А. П. Лазарева прибыл в Кёге-бухту.
- 21 августа 1848 участвовал в маневрах у острова Мэн.
- 24 августа 1848 вместе с дивизией ушёл от берегов Дании в Кронштадт.
- 29 июня 1850 в составе 3-й дивизии вице-адмирала И. О. Епанчина вышел из Кронштадта и 11 июля 1850 прибыл на Зондербургский рейд, а затем в составе бригады занял позицию у острова Лиэ.
- 16 сентября 1850 с дивизией ушёл в Россию[1][3].
- В 1852 и 1853 в составе отряда и эскадры ходил в практические плавания в Северное море и Финский залив.
- В 1854 стоял на Кронштадтском рейде.
- В 1856 году занимал брандвахтенный пост на Кронштадтском рейде.
- Разобран в 1860 году в Кронштадте[1][3].

## Командиры
- А. А. Шатилов (1843—1848);
- А. И. Борисов (1849);
- И. А. Нефнев (1850—1853);
- С. К. Любощинский (1854—1856)[1][3].